# Pierre Jacques Feillet
Pour les articles homonymes, voir Feillet.
Pierre Jacques Feillet, né le 17 décembre 1794 à Ymeray et mort vers 1855, est un peintre et lithographe français.

## Biographie
Il se forme à Paris auprès de son beau-père Pernotin et de Louis Girodet-Trioson (1767-1824) avant d'intégrer l'École des Beaux-Arts de Paris en 1817.
Il participe, avec son maître Pernotin, à la restauration des plafonds peints de Versailles.
Lithographe breveté de 1823 à 1828, il est l'auteur des illustrations du Manuel d'anatomie de Jules Cloquet et publie en 1826 les Costumes des principaux personnages de la pièce "Les Scandinaves". Au début des années 1830, il séjourne à Madrid pour lithographier des tableaux du Musée du Prado.
Installé à Bayonne à partir de 1834, il dirige de 1844 à 1855 l'École de Dessin et de Peinture de la ville.
Il est le père de Hélène Feillet et de Blanche Feillet, toutes deux artistes et lithographes et d'Amand-Léon Feillet (1816-1875),enseignant, professeur de langues et de mathématiques.